# Багаев, Антон Вячеславович
Антон Вячеславович Багаев (11 июня 1979) — российский футболист, нападающий.
Воспитанник омского футбола. На протяжении большей части карьеры играл в омском «Иртыше». В 2001—2002 выступал в составе новосибирского клуба «Чкаловец-Олимпик». До 2010 года играл вместе со старшим братом Андреем.
Самым запомнившимся моментом в карьере называет матч 1/16 Кубка России 2004/2005 7 августа 2004 года «Зенит» СПб — «Иртыш» (7:1), в котором забил единственный мяч команды.
Победитель (2009), двукратный бронзовый призер (2003, 2008) и бронзовый призер (2014/2015) зоны «Восток» второго дивизиона. Лучший нападающий и бомбардир зоны «Восток» (2008). Лучший игрок  зоны «Восток» по версии ПФЛ (2013/2014).